# دانیله کونترینی
دانیله کونترینی (ایتالیایی: Daniele Contrini؛ زادهٔ ۱۵ اوت ۱۹۷۴) دوچرخه‌سوار اهل ایتالیا است.